# Arpaillargues-et-Aureillac
Arpaillargues-et-Aureillac é uma comuna francesa na região administrativa de Occitânia, no departamento de Gard. Estende-se por uma área de 13,67 km². Em 2010 a comuna tinha 1 045 habitantes (densidade: 76,4 hab./km²).